# Luo Teng-sien
Luo Teng-sien (čínsky pchin-jinem Luó Dēngxián, znaky zjednodušené 罗登贤, tradiční 羅登賢; 1905 – 29. srpna 1933) byl čínský komunistický odborář a revolucionář, ve 20. letech jeden z předních představitelů Komunistické strany Číny, od roku 1928 člen jejího ústředního výboru a politbyra. Byl zastřelen kuomintangskými úřady.

## Život

### Mládí, studium
Luo Teng-sien se narodil roku 1905 v okresu Nan-chaj v provincii Kuang-tung v chudé dělnické rodině, v dětství osiřel. Od jedenácti let pracoval jako dělník v loděnicích v Hongkongu, působil v odborech, roku 1925 organizoval generální stávku dělníků v Hongkongu a v Kantonu. Na jaře 1925 vstoupil do Komunistické strany Číny. Roku 1927 se zúčastnil povstání v Kantonu, poté odešel do Šanghaje.
Když v květnu 1928 velká část vedení KS Číny odjela do Moskvy na VI. sjezdu KS Číny, stranu ze Šanghaje řídila trojice Li Wej-chan, Žen Pi-š’ a Luo Teng-sien. Luo Teng-sien byl proto v květnu 1928 přibrán do ústředního výboru, politbyra i stálého výboru politbyra. Na VI. sjezdu KS Číny (proběhl nedaleko Moskvy v červnu–červenci 1928) byl zvolen členem ústředního výboru a kandidátem politbyra. V druhé polovině roku 1928 působil jako tajemník ťiangsuského provinčního výboru KS Číny.
Pracoval ve vedení komunistických odborů, roku 1930 se stal tajemníkem kuangtungského provinčního výboru KS Číny. Roku 1931 vedl Všečínskou federaci odborů, Roku 1931 byl poslán do Mandžuska jako představitel vedení strany a později tajemník mandžuského provinčního výboru KS Číny, v těchto funkcích vedl mandžuské komunisty a organizoval protijaponský odboj. Koncem roku 1932 byl z Mandžuska přeložen do Šanghaje, kde převzal vedení odborů (jako generální tajemník výkonného výboru Všečínské federace odborů) a organizoval stávky v továrnách vlastněných Japonci. V březnu 1933 ho kvůli zradě Wang Jün-čchenga zatkla policie šanghajské mezinárodní čtvrti, vydala ho kuomintangským úřadům, které ho v Nankingu zastřelily.